# Dauren Kuruglijev
Dauren Chalidovitj Kuruglijev (ryska: Даурен Халидович Куруглиев), född 12 juli 1992, är en rysk-grekisk brottare som tävlar i fristil.

## Karriär
Vid EM 2025 i Bratislava tog Kuruglijev guld i 92 kg-klassen efter att ha besegrat azeriske Osman Nurmähämmädov i finalen.